# Moutrot
Moutrot é uma comuna francesa na região administrativa de Grande Leste, no departamento de Meurthe-et-Moselle. Estende-se por uma área de 7,26 km². Em 2010 a comuna tinha 311 habitantes (densidade: 42,8 hab./km²).